# Bogyafalva
Bogyafalva (Bodești) település Romániában, a Partiumban, Arad megyében.

## Fekvése
Halmágycsúcstól délkeletre, Zarándbánya nyugati szomszédjában, hegyoldalon, völgykatlanban  fekvő zsáktelepülés.

## Története
Bogyafalva nevét 1441-ben, majd 1445-ben említette először oklevél Bodyafalva néven, mint a világosi várhoz tartozó települést. 1525-ben Bogesthfalwa, 1808-ban Bugyesd, Bugyiest, 1888-ban Budesd, 1913-ban Bogyafalva néven írták.
1601-ben Toldy István kapta meg, 1732-ben pedig Raynald modenai herceg birtoka volt. Román lakossága földműveléssel és gyümölcstermeléssel foglalkozott. 
1910-ben 443 román görögkeleti ortodox lakosa volt. A trianoni békeszerződés előtt Arad vármegye Nagyhalmágyi járásához tartozott.

## Nevezetesség
- Szentlélek alászállása fatemplom (Bogyafalva)[2]

## Galéria

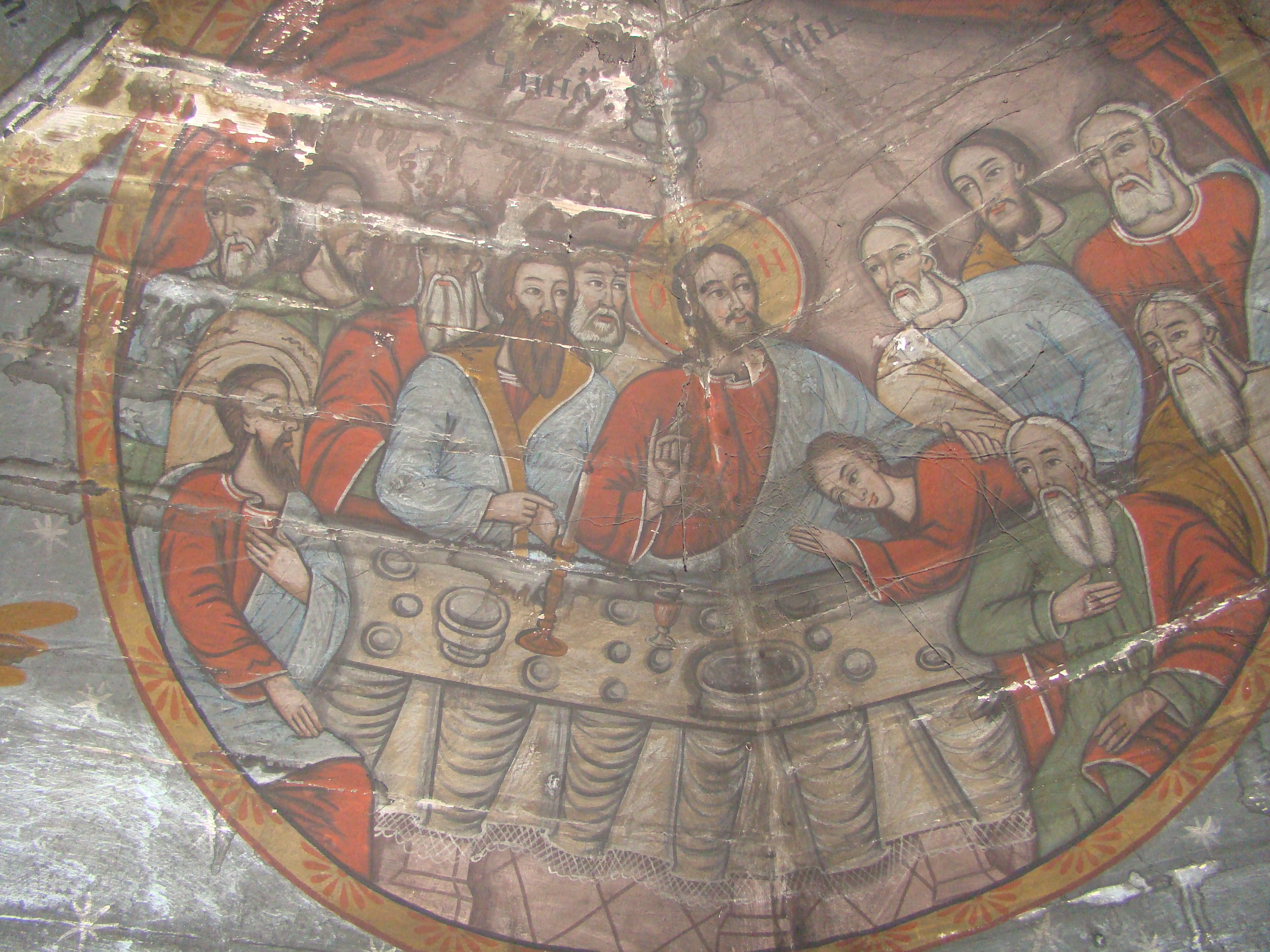
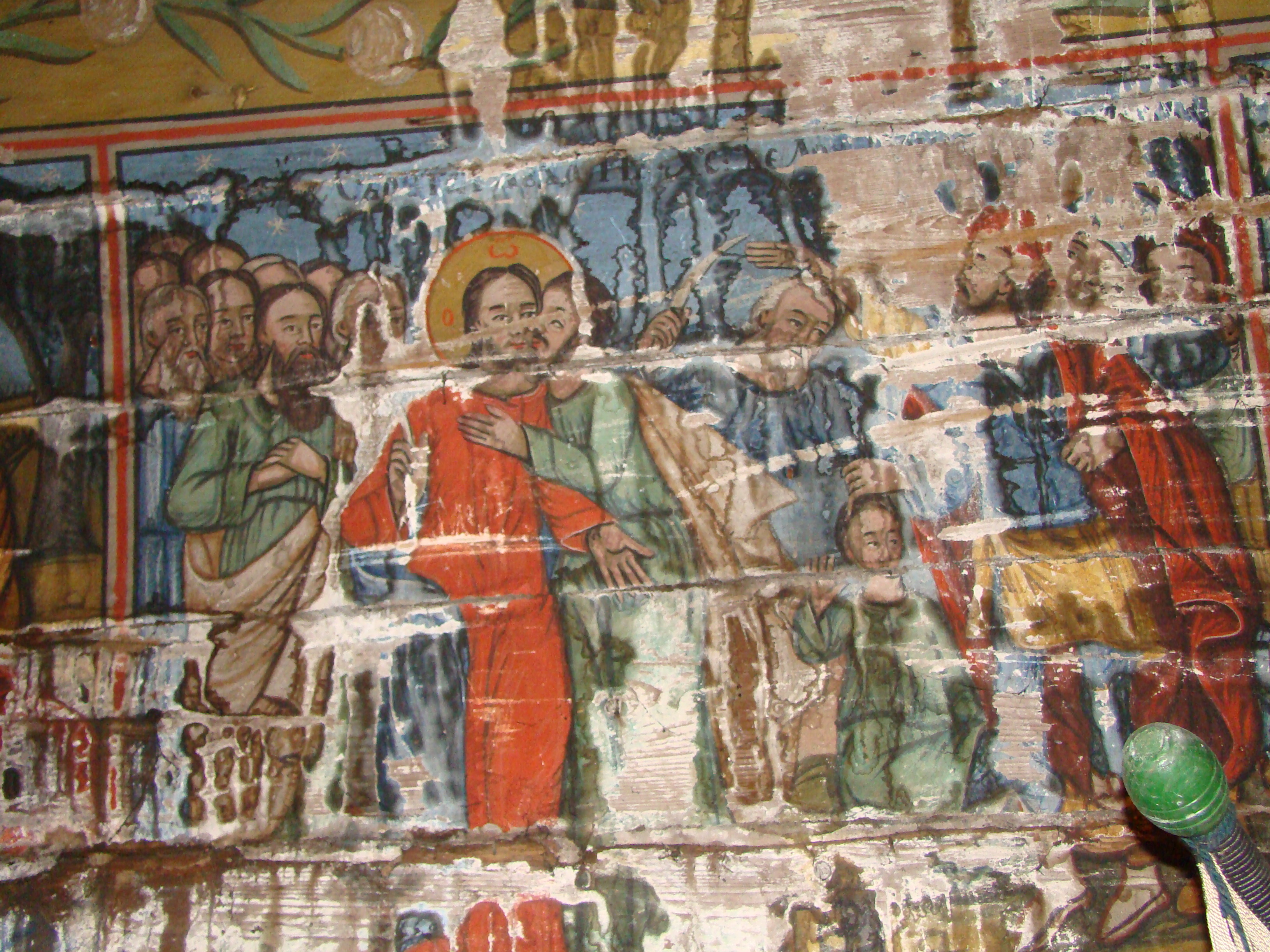
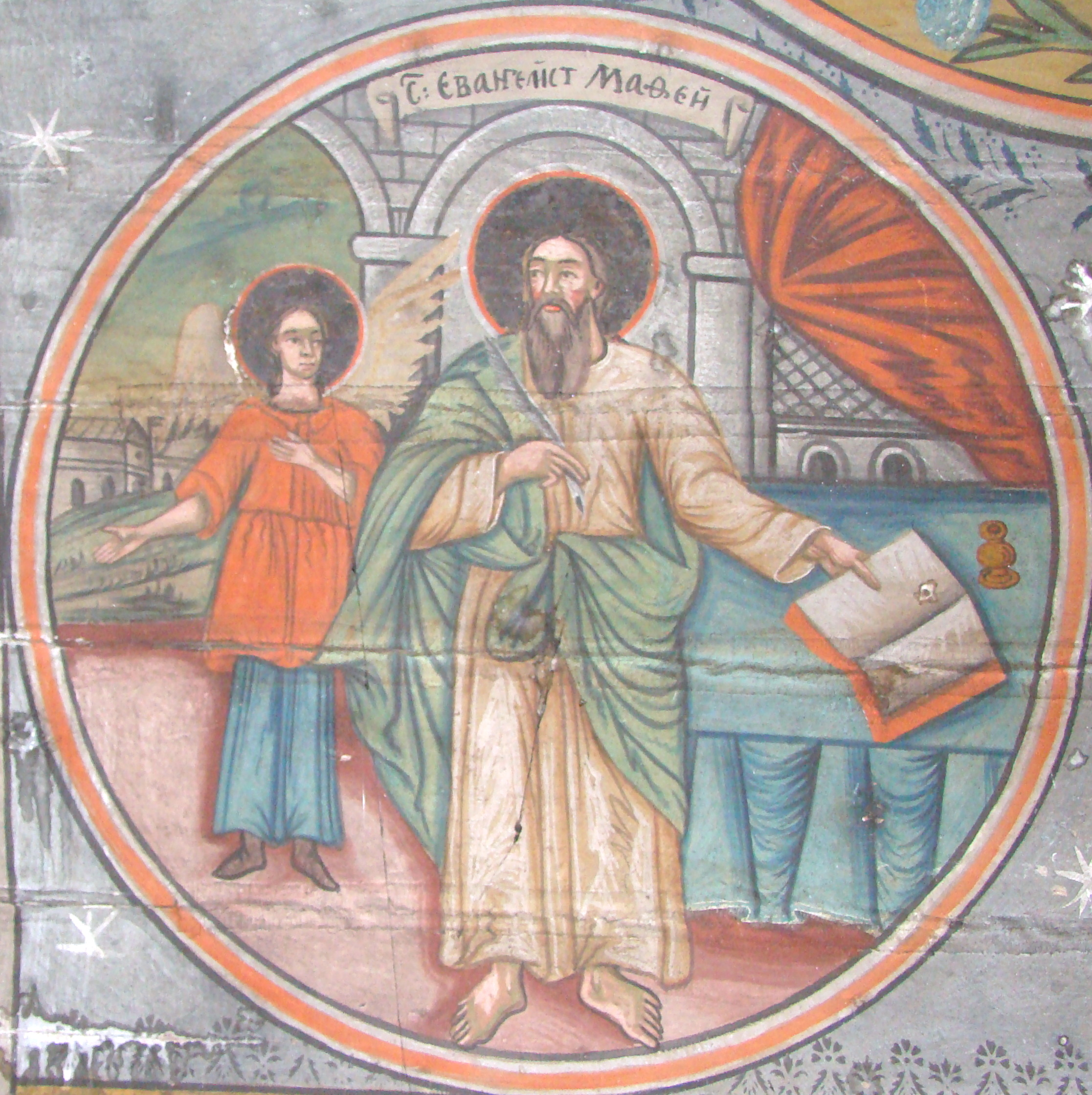